# Teius (geslacht)
Teius is een geslacht van hagedissen die behoren tot de familie tejuhagedissen (Teiidae).

## Verspreiding en habitat
Alle soorten komen voor in delen van Zuid-Amerika en leven in de landen Argentinië, Bolivia, Brazilië, Paraguay en Uruguay.

## Uiterlijke kenmerken
De verschillende soorten zijn te herkennen aan de gevorkte tanden, die overigens ook voorkomen bij de soorten uit het geslacht woestijnteju's (Dicrodon). Daarnaast is de vijfde (buitenste) teen van de hagedissen rudimentair.

## Taxonomie
De groep werd voor het eerst wetenschappelijk beschreven door Blasius Merrem in 1820. Er worden tegenwoordig drie soorten erkend. 
| Naam                         | Auteur                   | Verspreidingsgebied                     |
| ---------------------------- | ------------------------ | --------------------------------------- |
| Teius oculatus               | D’Orbigny & Bibron, 1837 | Argentinië, Brazilië, Paraguay, Uruguay |
| Teius suquiensis             | Avila & Martori, 1991    | Argentinië                              |
| Vierteenameiva (Teius teyou) | Daudin, 1802             | Argentinië, Bolivia, Brazilië, Paraguay |